# Jörg Ernesti

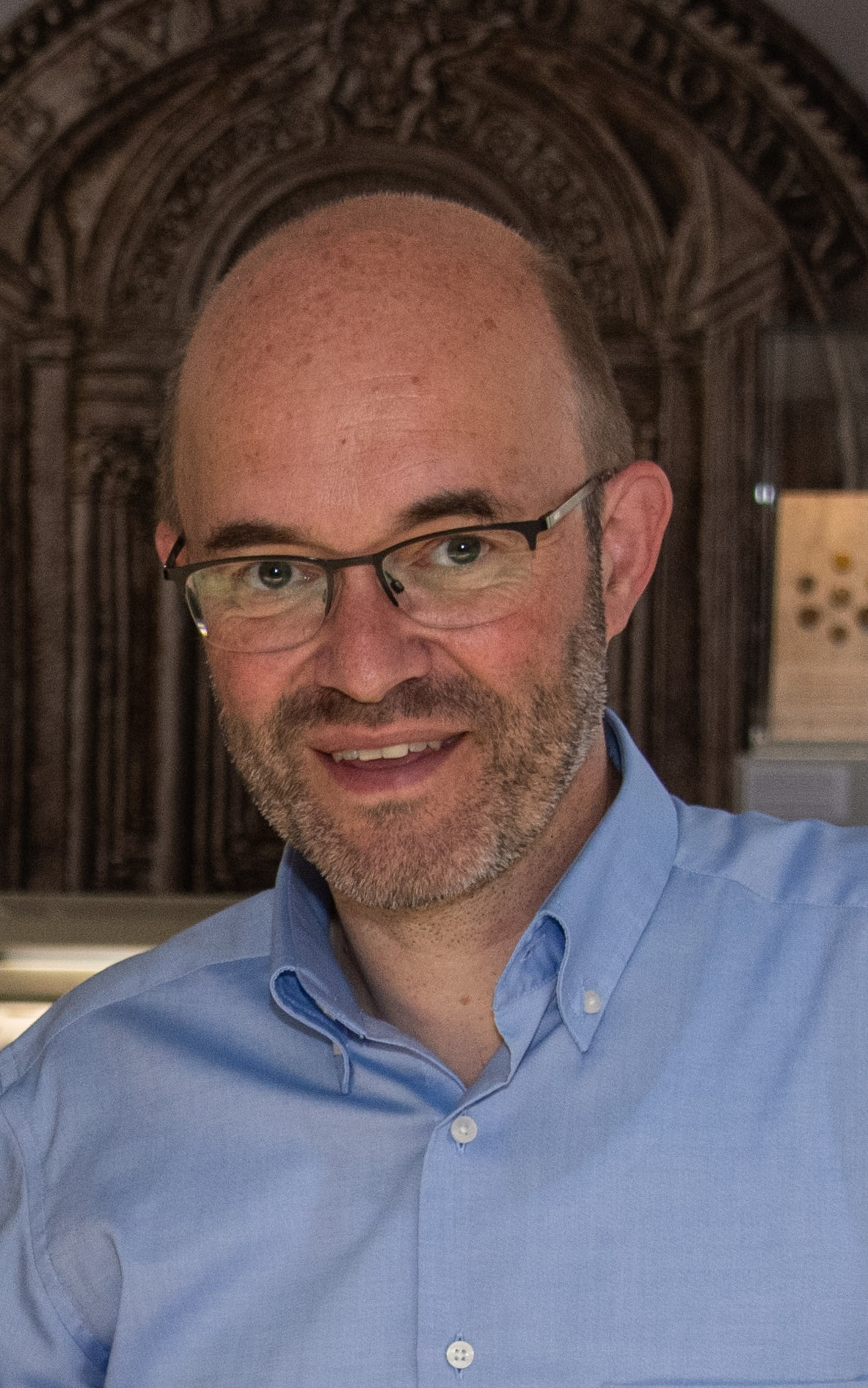
Ernesti (2020)

Jörg Ernesti (* 8. September 1966 in Paderborn) ist ein deutscher Kirchenhistoriker und römisch-katholischer Priester.

## Leben
Jörg Ernesti studierte von 1986 bis 1992 Philosophie und Katholische Theologie an der Theologischen Fakultät Paderborn, der Universität Wien und der Päpstlichen Universität Gregoriana in Rom. 1993 wurde er dort zum Priester geweiht.
1997 wurde er mit einer Arbeit über Kaiser Theodosius I. an der Gregoriana promoviert, anschließend war er als Seelsorger und Gymnasiallehrer tätig. 2003 habilitierte er sich an der Johannes Gutenberg-Universität Mainz für das Fach Kirchengeschichte. Danach war er als Privatdozent am Mainzer Lehrstuhl für Mittlere und Neue Kirchengeschichte tätig. 2007 wurde Ernesti in Ökumenischer Theologie an der Theologischen Fakultät Paderborn mit einer Dissertation zum Thema Ökumene im Dritten Reich ein zweites Mal promoviert.
Jörg Ernesti war von 2007 bis 2013 ordentlicher Professor für Kirchengeschichte und Patrologie an der Philosophisch-Theologischen Hochschule Brixen. Seit dem 1. Oktober 2013 ist Ernesti Professor für Kirchengeschichte, unter besonderer Berücksichtigung der Mittleren und Neuen Kirchengeschichte, an der Theologischen Fakultät der Universität Augsburg. Von 2019 bis 2023 war er Dekan der Katholisch-Theologischen Fakultät der Universität Augsburg. Seit 2019 ist er Mitglied der Erweiterten Universitätsleitung, seit 2023 auch des Universitätsrates. Daneben wirkt er als Dozent für Kirchengeschichte und Patrologie in Brixen und als Pfarrseelsorger.
Ernesti ist Mitglied der Europäischen Akademie der Wissenschaften und Künste.
Ernestis Forschungsschwerpunkt ist seit 2010 die neuere Papstgeschichte. Zu diesem Themenfeld hat er drei Papstbiographien (zu Paul VI., Benedikt XV. und Leo XIII.), zwei Monographien sowie zahlreiche Artikel und Interviews in Zeitungen, Zeitschriften und Nachrichtenportalen vorgelegt, unter anderem: FAZ, Die Welt, Vatican News, Zeit, L’Osservatore Romano, Deutsche Welle, Focus Online, Deutschlandradio, BR, HR, katholisch.de, Tagesschau, arte, Schweizer Radio und Fernsehen, ORF, CNA, Deutschlandfunk, domradio, ZDF, Augsburger Allgemeine, DLF, Westfalen-Blatt, Deutschlandfunk Kultur, RBB, WDR, Neue Zürcher Zeitung und Münchner Merkur. Am 12. August 2024 erschien eine umfangreiche Geschichte der Päpste seit 1800. Im März 2025 erschien in der Reihe C.H. Beck Wissen der Band Der Vatikan.

## Schriften (Monographien)
- Princeps christianus und Kaiser aller Römer: Theodosius der Große im Lichte zeitgenössischer Quellen (= Paderborner theologische Studien. Band 25). Schöningh, Paderborn/München/Wien/Zürich 1998 (2. Auflage), ISBN 3-506-76275-3 (Dissertation, Päpstliche Universität Gregoriana, 1997).
- Ferdinand von Fürstenberg (1626–1683): Geistiges Profil eines barocken Fürstbischofs (= Studien und Quellen zur westfälischen Geschichte. Band 51). Bonifatius, Paderborn 2004, ISBN 3-89710-282-X (Habilitationsschrift, Universität Mainz, 2003).
- Ökumene im Dritten Reich (= Konfessionskundliche und kontroverstheologische Studien. Band 77). Bonifatius, Paderborn 2007, ISBN 978-3-89710-367-2 (Dissertation, Theologische Fakultät Paderborn, 2007).
- Kleine Geschichte der Ökumene. Herder, Freiburg/Basel/Wien 2007, ISBN 978-3-451-29654-3.
- Konfessionskunde kompakt: Die christlichen Kirchen in Geschichte und Gegenwart. Herder, Freiburg/Basel/Wien 2009, ISBN 978-3-451-30307-4.
- Breve storia dell’Ecumenismo: Dal Cristianesimo diviso alle chiese in dialogo. EDB, Bologna 2010, ISBN 978-88-10-40125-5.
- Paul VI. Der vergessene Papst. Herder, Freiburg im Breisgau/Basel/Wien 2012, ISBN 978-3-451-30703-4.
- Le Chiese cristiane. Evoluzione ed identità, storica. Mailand, Edizioni Paoline 2012, ISBN 978-88-315-4152-7.
- Paul VI. Die Biographie. Herder, Freiburg/Basel/Wien 2015 (3. Auflage), ISBN 978-3-451-35703-9.
- Benedikt XV. Papst zwischen den Fronten. Herder, Freiburg/Basel/Wien 2016, ISBN 978-3-451-31015-7.
- Leo XIII. – Papst und Staatsmann. Herder, Freiburg/Basel/Wien 2019 (3. Auflage), ISBN 978-3-451-38460-8.
- mit Kay Ehling: Glänzende Propaganda. Kirchengeschichte auf Papstmedaillen. Herder, Freiburg/Basel/Wien 2019, ISBN 978-3-451-37698-6
- Deutsche Spuren in Rom – Spaziergänge durch die Ewige Stadt. Herder, Freiburg/Basel/Wien 2020 (2. Auflage), ISBN 978-3-451-38799-9
- Friedensmacht – Die vatikanische Außenpolitik seit 1870. Herder, Freiburg/Basel/Wien 2022, ISBN 978-3-451-39199-6
- Geschichte der Päpste seit 1800. Herder, Freiburg u. a. 2024 (2., überarbeitete und erweiterte Auflage 2025), ISBN 978-3-451-39877-3
- Der Vatikan – Geschichte, Verfassung, Politik. C.H. Beck, München 2025, ISBN 978-3-406-82930-7